# نمایشگاه اسب برنت هورس (فیلم)
«نمایشگاه اسب برنت هورس» (انگلیسی: Barnet Horse Fair) فیلمی در ژانر مستند ساخت بریتانیا است که در سال ۱۸۹۶ منتشر شد.